# Ixora rakotonasoloi
Ixora rakotonasoloi är en måreväxtart som beskrevs av De Block. Ixora rakotonasoloi ingår i släktet Ixora och familjen måreväxter. Inga underarter finns listade i Catalogue of Life.